# 北風アワー
『北風アワー』はA.F.R.Oのメジャー1枚目のアルバム。トイズファクトリーから2013年2月6日に発売された。

## 収録曲
1. 北風アワー〜intro〜 [1:28]
  - インストゥルメンタル曲。
2. 北風アワー [4:29]
  - 作詞・作曲 : A.F.R.O
3. ヒラメキノウタ [4:04]
  - 作詞 : BYO 作曲 : 田中隼人
4. Grip [5:10]
  - 作詞・作曲 : A.F.R.O
5. 願い星 [5:06]
  - 作詞・作曲 : A.F.R.O
6. ツチノコ先輩フォーエバー [3:22]
  - 作詞・作曲 : A.F.R.O
7. 真冬の花 [4:05]
  - 作詞・作曲 : A.F.R.O
8. gold [4:29]
  - インストゥルメンタル曲。
9. Mr.Pole [3:37]
  - 作詞・作曲 : A.F.R.O
10. スーパーピョンピョン [3:50]
  - 作詞・作曲 : A.F.R.O
11. 冬の贈り物 [4:54]
  - 作詞・作曲 : A.F.R.O
12. Peace sign [4:42]
  - 作詞・作曲 : A.F.R.O
13. 最後の放課後 [5:17]
  - 作詞・作曲 : A.F.R.O
14. キタイチニシニ [4:07]
  - 作詞・作曲 : A.F.R.O